# Ayuntamiento de México
El Ayuntamiento de México fue la entidad legislativa y administrativa de la Ciudad de México creado en 1521 durante el gobierno español hasta el año de 1929 en el México Independiente cuando fue suprimido su ayuntamiento. En el México independiente fue solo el órgano administrativo de la Municipalidad de México, que abarcó territorialmente a la Ciudad de México y a las villas de Guadalupe Hidalgo, Tacubaya y Azcapotzalco; esta municipalidad fue desaparecida en 1970, cuando su territorio fue dividido formando las actuales delegaciones de Miguel Hidalgo, Cuauhtémoc, Benito Juárez y Venustiano Carranza.

Escudo dado al gobierno de la Ciudad de México por la monarquía española en 1521.

## Antecedentes

### Indígena
La ciudad que fue fundada en 1325 bajo el nombre de México-Tenochtitlan por los aztecas o mexicas, territorialmente fue dividida en cuatro barrios mayores o Calpullis, siendo estos, al noroeste el de Cuepopan, al noreste el de Aztacalco, al suroeste el de Moyotla y al sureste el de Zoquiapan, cada "Calpulli" estaba a su vez dividido en 20 Tlaxilacaltin (plural de Tlaxilacalli) o barrio menor, que a su vez se dividían en grupos de casas las cuales tenían un centro común llamado “Calpulli o Calpulco” según la fuente, estos conglomerados de casas familiares se formaban por casas de tres habitaciones alrededor de un patio central donde existían por lo menos dos familias nucleares donde regían los ancianos ya que todos eran parientes; Varios de estos centros urbanos se agrupaban alrededor de un Calpulli o Calpulco, que era como una plaza principal donde se hallaba un pequeño templo donde los miembros de los centros urbanos se reunían periódicamente para discutir y tomar acciones sobre las cosas que les afectaban, ya que era común que estuvieran integrados por gentes con un mismo oficio, en estos Calpulco existía una autoridad llamada “Calpulhuehuetque” (Viejos del Calpulli) integrada por los ancianos, que se dividían en dos cargos los “Tepixques “ y los “Tlaxilacaleque”, estos además de sus funciones administrativas tenían la encomienda de asegurar la tenencia de las propiedades inmubles, ya que como ancianos ligados al Calpulli podían recordar la tenencia de una familia sobre un predio. El Tlaxilacalli era gobernado por un “Tlatocáyotl” el cual era designado por el Huey Tlatoani, este tenía además de las funciones administrativas el control del culto en los “Telpochcalli” que eran los centros religiosos del Tlaxilacalli donde habría un pequeño templo como el descubierto en la construcción de la Línea 2 del Metro.
El gobierno y el orden constructivo de la ciudad a nivel del Calpulli o Barrio Mayor era mantenida por medio de un funcionario llamado Calmimilócatl, que debía supervisar cualquier construcción y evitar que se invadieran las calles y canales, que habían sido previamente construidos. Cada destinaba un porcentaje de su superficie para cultivo, cuyo producto servía para consumo interno y para el pago de impuestos, otra zona era destinada a habitacional que servía además como fabril y una a mercado o “tianquiztli”. En el caso de Tlatelolco, al ser originalmente una tierra conquistada y externa a la ciudad, se abocó como zona comercial por lo que tenía el mayor mercado de la ciudad.
No se conoce a ciencia cierta el gobierno exacto de la ciudad pero al contar con unas 300 mil personas, disponía de servicios públicos de agua, limpia, mercados y seguridad pública; al parecer los servicios eran bien organizados ya que por ejemplo, para el servicio de limpia se usaban barcas hechas de totoras, las cuales se dividían para la recolección de desperdicios y otras para la recolección de excremento, que era utilizado como abono en las chinampas y alrededor de 1000 personas estaban encargadas de la limpieza de las calles. Bernal Díaz del Castillo comenta su sorpresa al encontrar letrinas en las casas particulares, en el mercado público y en los caminos.

### Europa

#### Antecedentes
En Europa los asentamientos humanos se agrupaban en cuatro categorías diferentes. Barrio, Pueblo, Villa y Ciudad.

##### Barrio
El barrio era la entidad más pequeña de agrupamiento humano, comprendía tanto a una población interna a un pueblo, villa o ciudad, o a una externa a las mismas, a la cual pertenecía administrativamente; Se caracterizaba por tener una población muy escasa. Religiosamente disponían de capillas que pertenecían a una parroquia. (Ejemplo: Zacamulpa)

##### Pueblo
El pueblo era un conjunto de barrios cercanos o no entre sí, que gozaban de un gobierno interior, formado por notables, los cuales normalmente eran los pudientes y letrados del pueblo y abarcaba un área geográfica determinada, dependía administrativamente de una ciudad o villa. Religiosamente se caracterizaba por tener al menos una parroquia con varias capillas. (Ejemplo: San Pedro Cuajimalpa)

##### Villa
La villa era un pueblo que se caracterizaba por tener una importancia económica o religiosa destacada, pero no ser suficiente para ser nombrada ciudad, que gozaban de un gobierno interior, formado por notables, los cuales normalmente eran los pudientes y letrados del pueblo y abarcaba un área geográfica determinada, dependía administrativamente de una ciudad. Religiosamente se caracterizaba por tener al menos una parroquia o centro religioso destacado. (Ejemplo: Villa de Guadalupe)

##### Ciudad
La ciudad era un pueblo con un número importante de población, para la época colonial alrededor de los 5000 habitantes o más, que se caracterizaba por tener una importancia económica, religiosa y militar en una región amplia de territorio, con un gobierno propio que tenía facultades legislativas, dependía administrativamente de un noble de alto nivel, como un marqués, príncipe o rey. Religiosamente se caracterizaba por tener al menos una parroquia o centro religioso destacado. (Ejemplo: Ciudad de México)

## Gobierno Virreinal de la ciudad

Bandera virreinal del Ayuntamiento de México.

Escudo virreinal de México símbolo del virreinato de Nueva España.

El gobierno se basó en cuatro poderes con su propia organización, tres españoles y uno indígena, en la esfera española estaban, el civil representado por el “Ayuntamiento Virreinal”, el económico por el “Consulado de Comerciantes de México” y el religioso por el “Cabildo Catedralicio”. Por el lado indígena estaba el ayuntamiento de las diferentes Repúblicas de Indios que existían en la ciudad.

### Ayuntamiento Virreinal
Luego de la conquista en 1521, la Ciudad de México como lo marca en su tercera carta de relación el 15 de mayo de 1522, fue designada por Hernán Cortes como la capital de la Nueva España y en la misma misiva fue referida que la decisión fue tomada junto al ayuntamiento o cabildo de la ciudad. Por lo que el cabildo inició su gobierno en la ciudad teniendo como sede la villa de Coyoacán. Es hasta el 8 de marzo de 1524 cuando se registra la primera sesión del cabildo en la Ciudad de México. El cabildo de la ciudad tenía como jurisdicción 15 leguas a la redonda de la plaza mayor de México.
Este estaba básicamente compuesto por un Representante del Rey y el Cabildo.

#### Representante Real
El representante real recibía uno de tres títulos, Gobernador, Alcalde Mayor o Corregidor. Fue inicialmente como gobernador que Hernán Cortés, quien en su carácter de conquistador y noble con el grado de marqués representó al rey, para luego en 1573 ser sustituido por un Corregidor, que tenía facultades para intervenir, presidir el cabildo, tener voto de calidad y sobreponerse a las decisiones del cuerpo del ayuntamiento. El primer Corregidor de la ciudad fue el español Rodrigo Sánchez de Obregón quien tomó posesión del cargo el 21 de octubre de 1574. Al término de su mandato y tras conocer el fallecimiento en el mar de su sucesor en 1580, el Ayuntamiento de México, solicitó por medio del procurador, que se suspendiera el nombramiento de un nuevo corregidor, lo cual les fue concedido regularmente, al parecer la intervención de este representante era muy molesta por carecer de los conocimientos adecuados.

#### Cabildo
El cabildo estaba básicamente compuesto por dos alcaldes, varios regidores y un procurador de justicia.

##### Alcalde
Había dos alcaldes los cuales eran elegidos cada año de entre los vecinos ilustrados y de buena reputación, iniciaban sus funciones el 1 de enero del año siguiente, de estos el alcalde con más años de servicio era denominado Mayor o Primer Voto, él era quien presidía el cabildo en ausencia del Representante Real, le seguía el Segundo Voto o Alcalde Menor, quien sustituía al mayor en sus ausencias, ambos alcaldes tenían bajo su responsabilidad el cumplimiento de las leyes reales y del cabildo, por lo que eran los encargados de conocer los asuntos de justicia civil y criminal. Al término de su mandato de un año se les nombraba alcaldes de “Mesta” y como tales debían velar por el fomento de la ganadería.

##### Regidor
Los regidores eran los encargados de llevar a cabo la administración y gobierno de la ciudad, por lo que su número fue de 12 a unos 20, velando cada uno por un área del gobierno como agua, policía, etc. Desde un inicio eran nombrados por el rey directamente, pero por las distancia se logró que en caso de ausencia el cabildo pudiera nombrar a los interinos. Entre 1766 y 1767, en el gobierno de Carlos III, se nombraron Regidores Honorarios entre los vecinos de la ciudad, los cuales eran legalmente denominados Diputados del Común, estos veían junto a los alcaldes y regidores el gobierno de la ciudad y el manejo de los caudales del ayuntamiento. Además uno de ellos era denominado síndico del Común, el cual debería fungir como fiscal de las causas públicas.

##### Procurador de justicia
Este cargo era por elección del cabildo y recaía sobre una persona que residía en España, este debía intervenir como abogado ante el rey y el Consejo de Indias.

#### Elección
Los miembros del cabildo que eran designados como los regidores inicialmente eran señalados por el rey, pero por la lejanía fueron posteriormente candidateados por el cabildo, hasta que en el rey Felipe II a fines del siglo XVI para superar la crisis financiera por las guerras religiosas, vendió los puestos públicos al mejor postor. Lo cual facultaba al titular de la capacidad para renunciar al puesto o heredarlo a sus descendientes, en caso de ser mujer o menor, el agraciado podía designar a un segundo como representante ante el cabildo quien lo sustituía de hecho.

#### Funcionamiento
Existían tres tipos de sesiones:
- Las ordinarias, que inicialmente lo reunía tres por semana, pero a partir del 16 de mayo de 1549, dos veces por semana, lunes y viernes y en Cuaresma lunes y jueves. En estas se levantada un acta por escribano y era público su contenido.
- Las extraordinarias o “Pelícanos”, que eran cualquier día para tratar asuntos urgentes. En estas se levantaba un acta por escribano y era público su contenido.
- Las secretas, que reunían a los miembros del cabildo para tratar asuntos delicados y cuyas actas levantadas si las había no hacían públicas.

#### Gobierno
El Ayuntamiento como se dijo, impartía justicia por medio de los alcaldes y llevaba el gobierno por medio de los regidores, estos abarcaban varias funciones como por ejemplo las siguientes:
- Procurador general, que representaba al cabildo ante los otros entes del gobierno y cuidaba de los reos.
- Obrero mayor, encargado de las obras públicas.
- Diputado de policía, encargado del gobierno directo con el pueblo y la fuerza pública.
- Alcalde de la alameda y juez de paseos, encargado de los lugares de recreación pública.
- Diputado de coches, encargado del control de carros y coches privados.
- Diputado de propios y fiestas, encargado de coordinar y organizar las fiestas cívicas y religiosas.
- Alférez Real, quien era el encargado de llevar el estandarte real en la celebración de la caída de la Ciudad de México el 13 de agosto en la procesión a la iglesia de San Hipólito.

Estos cargos se repartían en la sesión del día 2 de enero, además de estos puestos se nombraban auxiliares como Escribanos, Visitadores, etc. O en el caso necesario un trabajo especial como cuando fallecía un monarca y debía hacerse el respectivo funeral.

#### Funciones
El ayuntamiento llevaba el gobierno interno y emitía los reglamentos y bandos, adicionalmente administraba los bienes públicos como terrenos que rentaba para forraje o cultivo. Por razones de su cercanía con el virrey y su procurador en España, el ayuntamiento de México, tenía la capacidad de representar al virreinato ante el reino.

### Consulado de Comerciantes
Este fue el poder económico de la colonia que tenía el monopolio del comercio entre Europa y Asia a través de la Nueva España con un cuerpo de gobierno interno y de ingreso exclusivo para los comerciantes, este cuerpo tuvo hasta 1780 el control de las alcabalas o aduanas interiores, así que ellos controlaban los ingresos producidos en las aduanas de la ciudad y que constituían el mayor ingreso de la ciudad. Este poder perdió su poder gradualmente primero al retirársele el poder de cobrar las alcabalas y luego al liberarse el comercio con la independencia lo que los redujo a una simple cofradía de comerciantes que desapareció rápidamente.

### Cabildo Catedralicio
Al nombrarse obispado y luego sede metropolitana a la Ciudad de México se le otorgó el gobierno de la iglesia en las nuevas tierras por lo que se instituyó el Cabildo el cual aumentaría su territorio con la expansión del cristianismo en el continente. Este gobierno controlaba todas las facetas religiosas de Nueva España y, por ser el Arzobispo Primado de México su cabeza nombrada en varias ocasiones virrey de manera simultánea, fue la cabeza política del virreinato. Este poder controló a la ciudad hasta la independencia y fue un apoyo notable de los grupos conservadores dentro de la ciudad. Su acción más notable en el México independiente fue la Rebelión de los Polkos, que facilitó la invasión estadounidense de 1847 y su apoyo velado a la Cristiada, a pesar de que ya desde la promulgación de las Leyes de Reforma este poder había perdido el poder formal así como muchos de los bienes inmuebles que había acumulado desde la Colonia, de los cuatro poderes mencionados aquí es el único que sigue funcionando.

### República de indios
Como la conquista española se basó en las huestes indígenas tanto de Tlaxcala como de otras ciudades nahuas, además de los señores Mexicas que aceptaron el vasallaje al reino español, se dio a estos parte de los territorios o se les afirmó en los que ya tenían, en un principio el gobierno fue segregado en la colonia, así que los indígenas se gobernaban por sí solos, estos continuaron con su gobierno basado en un Cacique que era controlado por un consejo de ancianos, que gobernaba con un cuerpo administrativo formado por alguaciles, tenientes y regidores; siendo el alguacil el encargado de controlar a la población y recolectar impuestos; El teniente tenía el encargo de dirigir a las personas en las obras o servicios prestados a la comunidad, los encomenderos, la iglesia o el mismo pueblo y que se conoce como tequio, mientras los regidores eran quienes llevaban las relaciones con los otros gobiernos, el gobierno interno y el control de los ingresos y egresos de la comunidad, los cuales se mostraban por medio de un baúl de tres cerraduras cuyas llaves eran dadas a dos de ellos y una al cacique lo que hacía necesaria la presencia de los tres para abrirla y disponer de los fondos.
Estos además llevaban a cabo el resguardo de los títulos de propiedad sobre las tierras y propiedades comunales, estos gobiernos siguieron vigentes luego de la independencia aunque fueron seriamente limitados en sus funciones, siendo definitivamente suprimidos por las Leyes de Reforma cuando muchas de las propiedades comunales debieron ser vendidas a los miembros de la comunidad o a terceros ya que de no hacerlo las perderían bajo las leyes de Manos Muertas, este fue uno de los motivos que llevaron a muchas comunidades indígenas a aliarse y defender el Segundo Imperio Mexicano y que al ser derrotado les fueran quitadas tierras mismas que defendieron con sus títulos de propiedad virreinal durante la Revolución, en especial bajo la bandera del Zapatismo.

## Ayuntamiento del México Independiente

### sigloXIX
El 20 de septiembre de 1821, el último cabildo virreinal recibió al último representante del Rey de España que llegaba a gobernar: Juan O'Donojú. Este mismo recibió, a la puerta del Palacio Virreinal (hoy Palacio Nacional), a Agustín de Iturbide, y le entregó las llaves de la ciudad, con lo que se disolvió este ayuntamiento y comenzó el periodo independiente.
Por razones prácticas, el cuerpo continuó funcionando con las mismas reglas generales, con la variante de que los puestos ya no eran a perpetuidad y el representante Real se sustituyó por un representante del Emperador Mexicano y, a partir de la caída del Primer Imperio Mexicano, de un Representante de Congreso. Al erigirse y reglamentarse el Distrito Federal, se mantuvo el ayuntamiento de la ciudad, pero ahora lo era también del Distrito Federal - que en ese momento solo era un territorio de 8.3 km de diámetro -, pero con las siguientes variantes:
- El Representante Real sería un representante del presidente de la República con el nombre de Gobernador del Distrito Federal. Este era nombrado y removido libremente por el presidente.
- Inspector de policía. Encargado de la fuerza pública civil, era nombrado y removido libremente por el Presidente de la República.
- Solo había un alcalde, el cual llevaría la administración de la ciudad, y sería elegido por voto indirecto de entre los regidores para un periodo de un año, por los mismos regidores.
- Los regidores serían elegidos por voto directo de la población. El número de regidores sería variable, con el tiempo y en función de las necesidades del gobierno. Su periodo era de un año.
- La administración de justicia quedaría directamente encargada al poder judicial de la República, por lo que el alcalde perdió esta facultad.

Al suprimirse la Constitución Federal de 1824 y crearse el cuerpo constitucional conocido como las Siete Leyes de 1836, se suprimieron los estados y se crearon los Departamentos, que se dividían en Distritos, y estos a su vez se dividieron en Partidos. El Departamento estaba a cargo de un Gobernador y de una Junta Departamental. El gobernador sería designado por el presidente de la República, a propuesta de la Junta Departamental, la cual sería electa de forma indirecta sobre la base de los Distritos. Los Distritos estaban gobernados por un Prefecto, y los Partidos, por Subprefectos. Según este sistema, solo las ciudades que habían tenido ayuntamiento antes de 1808 (o que contaban con 8,000 habitantes o puertos costeros con 4,000 habitantes) podían disfrutar de un ayuntamiento propio, el cual se elegía de forma directa. Por esto, la Ciudad de México continuó con su ayuntamiento, mientras que poblaciones como la Villa de Guadalupe – Hidalgo no pudieron conservarlo: estos ayuntamientos electos quedaban bajo el dominio de los Prefectos y Subprefectos, quienes podían intervenir en su gobierno interno, por lo que no gozaron de plena libertad.
Cuando rigieron los gobiernos centralistas, el ayuntamiento solo varió en que el gobernador era el Gobernador del Departamento de México, pero continuó con un alcalde y varios regidores. Además, volvió a convertirse en capital del Departamento del México, por lo que Toluca dejó de ser capital, aunque, por razones prácticas, este cambio no se registró del todo.
En la década de 1840, con los cambios entre regímenes federales y centralistas, pero sobre todo en los federales, se aumentó por decreto el territorio del Distrito Federal, algunas veces a instancias de los propios vecinos, como fue el caso de Coyoacán, cuyos ciudadanos consideraron que, por la lejanía, el gobierno del estado de México no los podía atender adecuadamente; en otros, esto ocurrió por simple decreto. Con estos movimientos políticos, se agruparon varias poblaciones en municipios, y el Distrito Federal abarcó entonces varios municipios, donde cada uno contaba con su propio ayuntamiento, elegido por su propia población, mientras en la Municipalidad de México desapareció la figura de alcalde en la Ciudad de México, por lo que solo contaban con su cabildo y la cabeza del gobierno se asignaba al Gobernador del Distrito Federal, que era nombrado y removido libremente por el presidente. En el resto del Distrito Federal, se mantuvo la figura del Prefecto, mismo que abarcaba por lo menos dos municipios, los municipios eran encabezados por un Regidor Mayor y su ayuntamiento, el cual durante ciertos actos tenía la representación general del municipio. Durante esta etapa, se empieza a llamar a los municipios del Distrito Federal municipalidades externas o foráneas, y al ayuntamiento de México, Ayuntamiento Central o Centro.
Luego de las reformas establecidas por la Constitución de 1857, se consolida la figura del prefecto (el cual en otros estados tenía más comúnmente el nombre de Jefe Político o, en menor grado, el de Jefe de Policía, Director Político, Prefecto Popular o Visitador). Nombrado directamente por el gobernador, era una especie de representante del Gobernador ante varios municipios, los cuales solo podían tratar con el gobierno central a través del prefecto o entre municipios de una misma prefectura por medio del Prefecto. Esto exceptuando al municipio de México, que contenía la Ciudad de México, donde la cabeza de gobierno era directamente manejada por el gobernador.

### sigloXX
Este sistema se mantuvo hasta la reforma de 1903, cuando fue disminuida la figura del Prefecto y nació la del Presidente Municipal, con esto a nivel nacional dio inicio al Municipio Libre, sistema en el que los municipios podían tratar directamente con el gobierno estatal y ya no por medio de las prefecturas.
Es bajo este panorama que la Municipalidad de México se enfrenta a la Revolución mexicana donde inicialmente se mantiene el sistema de un ayuntamiento electo por mita cada año, el cual era encabezado por el gobernador del Distrito Federal, pero ante la caída del régimen del presidente Madero inicia un periodo en que el gobernador así como muchos de los integrantes de los ayuntamientos del Distrito federal son impuestos por los poderes que lo tengan bajo su poder, ya sea Victoriano Huerta, Convencionalistas, Zapatistas o Constitucionalistas, estos últimos por cierto los que definitivamente se quedan con el poder, quien el 26 de diciembre de 1913 emite la reforma constitucional al Art. 109 de la Constitución Federal de 1857 por la cual se crea el Municipio Libre.
Después de que la Constitución Federal de 1917 fuese emitida y sancionada, el gobierno interno de los municipios integrantes del Distrito Federal toma nuevos bríos con los cuales los gobiernos federales encabezados por Adolfo de la Huerta y Álvaro Obregón se vieron enfrentados, ya que estos podían sustraerse de sus decisiones, como fue el caso de la liquidación de los ejidos o haciendas que hasta entonces dominaban en el Distrito Federal. Es en esta época que comienzan las invasiones de tierras por parte de emigrantes de otras partes de la república, los cuales ocupan y urbanizan primeramente los terrenos cercanos a la ciudad, para luego seguir asentándose sobre las tierras ganadas al lago de Texcoco, hasta que la llamada mancha urbana se fue comiendo varias de las poblaciones originarias del Distrito Federal. Debido a este enfrentamiento el 31 de diciembre de 1928 el ayuntamiento de México, junto con los otros de los municipios foráneos, son eliminados por decreto creándose la figura de Delegación. Pasado un año de la reforma a la constitución, en estas delegaciones se desaparece el cabildo y es encabezado solo por un Delegado mismo que entre 1930 y el año 2000 es nombrado directamente por la cabeza política del Distrito Federal.
Es de notar que hasta el año de 1970 el municipio de México continuó como ente territorial aunque desprovista de cabildo, los dos nombres que ostentó en este periodo fueron Municipalidad de México y Departamento Central con su desaparición y fragmentación nacieron las delegaciones Miguel Hidalgo, Cuauhtémoc, Benito Juárez y Venustiano Carranza.

### Propuestas de reforma en 2010
El 9 de agosto de 2010 el jefe de Gobierno del Distrito Federal propuso la creación del Estado del valle de México por la cual se dotaría de un gobierno estatal al territorio del Distrito Federal pero con una singularidad, la de no tener contemplada la restitución de los gobiernos municipales, por lo que sería la única entidad política de la federación con un gobierno centralista.